# Teoria dei due Soli

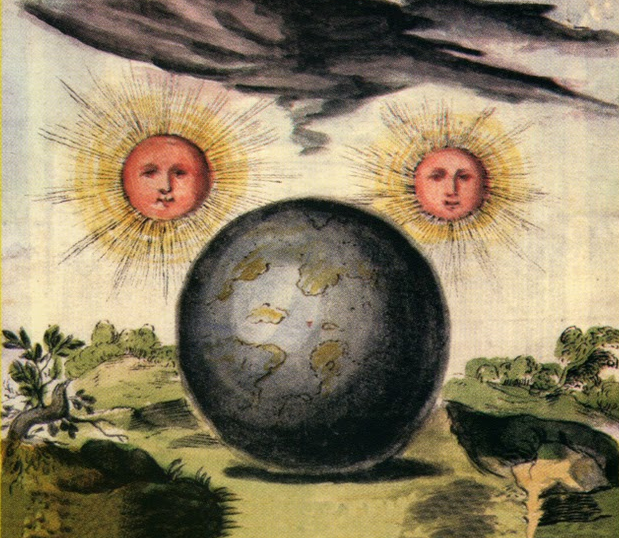
Raffigurazione di due Soli che illuminano il mondo.

«Soleva Roma, che 'l buon mondo feo,

due Soli aver, che l'una e l'altra strada

facean vedere, e del mondo e di Deo».

(Divina Commedia, Purgatorio, XVI, 106-108)
La teoria dei due Soli fu una concezione politica medievale e scolastica che considerava l'autorità papale e quella imperiale dotate di pari dignità, ma riferite ad ambiti diversi. Contrapponendosi alla teoria del Sole e della Luna che voleva l'una suddita dell'altra, essa sosteneva che il Papa e l'Imperatore si dovessero occupare in maniera indipendente di due diverse sfere di potere, la prima di quello spirituale, mentre la seconda di quello temporale. 
L'analogia con i due Soli stava a significare che entrambi brillavano di luce propria, avendo il loro potere un'origine divina.
Formulata dalla scuola di Bologna, si trattava di una posizione intermedia tra le pretese teocratiche papali e quelle egemoni imperiali nella lotta tra i poteri universali nel Medioevo, che si rifletté nelle contese tra guelfi e ghibellini.

## L'autonomia del potere imperiale

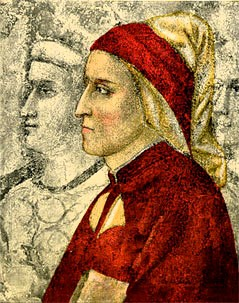
Dante Alighieri, sostenitore della teoria

Secondo questa concezione, il potere imperiale e quello papale, simboli della suddivisione biblica tra investitura regale e sacerdotale, avrebbero dovuto convivere in armonia, secondo uno spirito di cooperazione anziché in antagonismo, come i due serpenti nel caduceo ermetico.
Nella sua disputa con l'impero, la pretesa papale di essere l'unico tramite per mezzo del quale Dio potesse concedere ad un sovrano il potere su uno Stato sarebbe stata errata, in quanto l'autorità dei sovrani sarebbe già stata legittima per se stessa.
Ciò trovava anche riscontro nelle ultime tesi elaborate dagli scolastici, secondo le quali un monarca, per essere riconosciuto, non avrebbe necessariamente avuto il bisogno di investiture papali, a patto che egli governasse sulle proprie terre. Tale era la condizione del Sacro Romano Impero, erede dell'Impero Romano, e perciò autorizzato a governare tutta l'Europa.

### Le due spade
Già papa Gelasio del resto, in una lettera ad Anastasio I, aveva parlato di «due spade», riconoscendo due giurisdizioni separate al papa e all'imperatore.

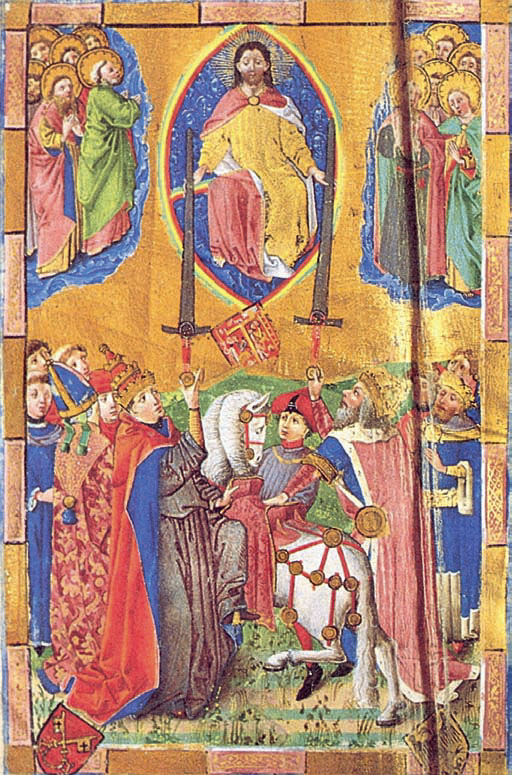
Cristo consegna le due spade al papa e all'imperatore (dipinto di Hans Bornemann, da una copia del 1442 del Sachsenspiegel)

La teoria riscontrò notevole successo negli ambienti ghibellini e antipapali italiani, seppure tra i più moderati dato che riconoscevano dignità anche alla Chiesa. Lo stesso Dante, che era guelfo, se ne fece portavoce nel De Monarchia (precisamente nel terzo libro dell'opera), e nella Divina Commedia: 
rugumar può, ma non ha l'unghie fesse.»
(Dante, Divina Commedia, Purgatorio, Canto XVI)
Secondo Dante cioè, il «pastore che procede» (ovvero il pontefice) può «ruminare» (interpretare le scritture), ma non ha le «unghie separate», ovvero, nella simbologia usata, non è adatto a governare.
In questa concezione politica, ripresa tra gli altri da Pietro d'Abano, Giovanni di Jandun, Marsilio da Padova, nella sua pretesa di ottenere una sovranità autonoma dalle ingerenze clericali si è vista un'anticipazione ideale delle monarchie nazionali moderne in cui gli Stati si sarebbero considerati sempre più indipendenti e liberi da qualsiasi dettame papale.
Si tratta però di una forzatura quella che ha condotto a interpretarla come una rivendicazione di indipendenza della sfera profana da quella sacra, mentre in realtà le due forme di potere si ritenevano entrambe di origine divina.
L'Impero, infatti, secondo la concezione storica del ghibellinismo più radicale, si considerava simbolo stesso del potere di Cristo sul mondo, la cui autorità politica-regale assommava in sé quella spirituale, ambendo ad assumere un ruolo egemone sovranazionale, capace di subordinare tutte le realtà istituzionali particolari, di appartenenza cristiana.
Quel ruolo sovranazionale, non a caso, iniziò a declinare agli inizi del Trecento, quando papa Bonifacio VIII, rifacendosi alla dottrina di Bernardo di Chiaravalle che aveva reinterpretato una metafora del vangelo di Luca («Signore, ecco qui due spade», Lc 22,38) per rivendicare a sé la capacità di disporre di entrambe le spade, materiale e spirituale, indicò come rappresentante del potere temporale non più l'Imperatore tedesco, bensì il re di Francia Filippo il Bello.